# Veronica mirabilis
Veronica mirabilis är en grobladsväxtart som beskrevs av Per Erland Berg Wendelbo. Veronica mirabilis ingår i släktet veronikor, och familjen grobladsväxter. Inga underarter finns listade i Catalogue of Life.